# Cisco Meraki
Cisco Meraki es una empresa de tecnología de la información (TI) gestionada en la nube con sede en San Francisco, California. Sus soluciones incluyen comunicaciones inalámbricas, switching, seguridad informática, movilidad empresarial (EMM), y cámaras de seguridad, todas administradas centralmente desde la web. Meraki fue adquirida por Cisco Systems en diciembre de 2012.

## Historia
Meraki fue fundada Sanjit Biswas y John Bicket, junto con Robertson. La compañía se basó en parte en el proyecto MIT Roofnet, una red de malla experimental 802.11b/g desarrollada por el Laboratorio de Ciencias de la Computación e Inteligencia Artificial en el Instituto de Tecnología de Massachusetts.
Meraki fue financiado por Google y Sequoia Capital. La organización comenzó en Mountain View, California en 2006, y antes de mudarse a San Francisco. Meraki empleó a personas que trabajaron en el proyecto MIT Roofnet.
En 2007, Meraki seleccionó a San Francisco para su campaña Free the Net basada en la comunidad. Comenzaron a colocar dispositivos de pasarela en el vecindario de Lower Haight para proporcionar acceso a Internet y regalar repetidores. En el primer año del proyecto, el crecimiento de la red fue principalmente en el Mission District. Para octubre de 2007, estimaron que 20,000 usuarios distintos se conectaron y aproximadamente 5 terabytes de datos se transfirieron a esta red. En julio de 2008, Meraki dijo que 100,000 personas en San Francisco usaron su servicio "Free the Net". Desde entonces, Meraki suspendió este servicio público, aunque muchos puntos de acceso permanecen activos, pero sin conexión a Internet.
El 18 de noviembre de 2012, Cisco Systems anunció que adquiriría Meraki por un estimado de $ 1.2 mil millones.[1]

## Incidente de pérdida de datos de clientes
El 3 de agosto de 2017, el equipo de ingeniería realizó cambios en el servicio de almacenamiento de objetos de América del Norte, el cambio hizo que se eliminaran algunos datos del cliente. Cisco declaró que el cambio fue "una política errónea" que se aplicó. La pérdida de datos afectó principalmente a los archivos multimedia cargados por los clientes. Los datos que se perdieron incluyen:
- Systems Manager: aplicaciones empresariales personalizadas e imágenes de contacto. Meraki
- Communications: archivos de audio IVR, música en espera, imágenes de contacto y saludos de VM.
- Panel de dispositivos inalámbricos: planos de planta personalizados, fotos de ubicación de dispositivos, logotipos personalizados utilizados para la interfaz de marca e informes y temas personalizados de bienvenida.

El 7 de agosto se anunció que se podrían recuperar algunos datos del servicio de caché. El 9 de agosto se informó a los clientes que los esfuerzos de recuperación aún estaban en marcha, pero que "no esperan poder recuperar la mayoría de los activos".